# Worldcon
Worldcon, właśc. The World Science Fiction Convention − najstarszy konwent miłośników fantastyki, odbywający się co roku w innym mieście, którego pierwsza edycja odbyła się w 1939 w Nowym Jorku.

## Informacje ogólne
Od 1939 – z przerwą na lata 1942–1945 – konwent odbywa się corocznie – głównie w Stanach Zjednoczonych, ale też w Europie (najczęściej Wielka Brytania), Kanadzie czy w Australii.
Podczas konwentów odbywa się głosowanie nad przyznaniem najważniejszych nagród branży fantastycznej: Hugo (w tym także Retro Hugo), a także nagrody im. Johna W. Campbella dla najlepszego nowego pisarza SF.
Każda edycja występuje pod lokalną nazwą np. NYcon w Nowym Jorku czy Loncon w Londynie i dopiskiem np. 72nd The World Science Fiction Convention. W przypadku gdy zjazd odbywa się poza Ameryką Północną, wtedy w USA lub Kanadzie organizowany jest analogiczny konwent nazywany North American Science Fiction Convention (NASFiC).
Na konwent można wykupić akredytację pełną lub wspierającą.

## Lista Worldconów
Opracowane na podstawie materiału źródłowego
| Nr | Rok  | Nazwa                                 | Miasto                 | Kraj             | Goście Honorowi | Uczestnicy     |
| -- | ---- | ------------------------------------- | ---------------------- | ---------------- | --- | -------------- |
| 1  | 1939 | Nycon I                               | Nowy Jork              | USA              | Frank R. Paul | 200            |
| 2  | 1940 | Chicon I                              | Chicago                | USA              | E.E. „Doc” Smith | 128            |
| 3  | 1941 | Denvention I                          | Denver                 | USA              | Robert A. Heinlein | 90             |
| 4  | 1946 | Pacificon I                           | Los Angeles            | USA              | A.E. van Vogt E. Mayne Hull                                                                                                 | 130            |
| 5  | 1947 | Philcon I                             | Filadelfia             | USA              | John W. Campbell | 200            |
| 6  | 1948 | Torcon I                              | Toronto                | Kanada           | Robert Bloch Bob Tucker | 200            |
| 7  | 1949 | Cinvention                            | Cincinnati             | USA              | Lloyd A. Eshbach Ted Carnell                                                                                                | 190            |
| 8  | 1950 | Norwescon                             | Portland, Oregon       | USA              | Anthony Boucher | 400            |
| 9  | 1951 | Nolacon I                             | Nowy Orlean            | USA              | Fritz Leiber | 190            |
| 10 | 1952 | Chicon II                             | Chicago                | USA              | Hugo Gernsback | 870            |
| 11 | 1953 | Philcon II                            | Filadelfia             | USA              | Willy Ley | 750            |
| 12 | 1954 | SFCon                                 | San Francisco          | USA              | John W. Campbell | 700            |
| 13 | 1955 | Clevention                            | Cleveland              | USA              | Isaac Asimov Sam Moskowitz                                                                                                  | 380            |
| 14 | 1956 | NyCon II                              | Nowy Jork              | USA              | Arthur C. Clarke | 850            |
| 15 | 1957 | Loncon I                              | Londyn                 | Wielka Brytania  | John W. Campbell | 268            |
| 16 | 1958 | Solacon                               | South Gate, Kalifornia | USA              | Richard Matheson | 211            |
| 17 | 1959 | Detention                             | Detroit                | USA              | Poul Anderson John Berry | 371            |
| 18 | 1960 | Pittcon                               | Pittsburgh             | USA              | James Blish | 568            |
| 19 | 1961 | Seacon                                | Seattle                | USA              | Robert A. Heinlein | 300            |
| 20 | 1962 | Chicon III                            | Chicago                | USA              | Theodore Sturgeon | 730            |
| 21 | 1963 | Discon I                              | Waszyngton             | USA              | Murray Leinster | 600            |
| 22 | 1964 | Pacificon II                          | Oakland, Kalifornia    | USA              | Leigh Brackett Edmond Hamilton Forrest J Ackerman                                                                           | 523            |
| 23 | 1965 | Loncon II                             | Londyn                 | Wielka Brytania  | Brian W. Aldiss | 350            |
| 24 | 1966 | Tricon                                | Cleveland              | USA              | L. Sprague de Camp | 850            |
| 25 | 1967 | Nycon 3                               | Nowy Jork              | USA              | Lester del Rey Bob Tucker                                                                                                   | 1500           |
| 26 | 1968 | Baycon                                | Berkeley, Kalifornia   | USA              | Philip José Farmer Walter J. Daugherty                                                                                      | 1430           |
| 27 | 1969 | St. Louiscon                          | Saint Louis            | USA              | Jack Gaughan Eddie Jones | 1534           |
| 28 | 1970 | Heicon ’70                            | Heidelberg             | Niemcy Zachodnie | Edwin Charles Tubb Robert Silverberg Herbert W. Franke Elliot K. Shorter                                                    | 620            |
| 29 | 1971 | Noreascon I                           | Boston                 | USA              | Clifford D. Simak Harry Warner Jr.                                                                                          | 1600           |
| 30 | 1972 | L.A.con I                             | Los Angeles            | USA              | Frederik Pohl Buck & Juanita Coulson                                                                                        | 2007           |
| 31 | 1973 | Torcon II                             | Toronto                | Kanada           | Robert Bloch William Rotsler                                                                                                | 2900           |
| 32 | 1974 | Discon II                             | Waszyngton             | USA              | Roger Zelazny Jay Kay Klein                                                                                                 | 3587           |
| 33 | 1975 | Aussiecon 1                           | Melbourne              | Australia        | Ursula K. Le Guin Susan Wood Mike Glicksohn Donald Tuck                                                                     | 606            |
| 34 | 1976 | MidAmeriCon                           | Kansas City, Missouri  | USA              | Robert A. Heinlein | 3014           |
| 35 | 1977 | SunCon                                | Miami Beach, Floryda   | USA              | Jack Williamson Robert A. Madle                                                                                             | 3240 (4200)    |
| 36 | 1978 | IguanaCon                             | Phoenix                | USA              | Harlan Ellison Bill Bowers                                                                                                  | 4700           |
| 37 | 1979 | Seacon '79                            | Brighton               | Wielka Brytania  | Brian Aldiss Fritz Leiber Harry Bell                                                                                        | 3114           |
| 38 | 1980 | Noreascon 2                           | Boston                 | USA              | Damon Knight Kate Wilhelm Bruce Pelz                                                                                        | 5850           |
| 39 | 1981 | Denvention 2                          | Denver                 | USA              | Clifford D. Simak C.L. Moore Rusty Hevelin                                                                                  | 3792           |
| 40 | 1982 | Chicon IV                             | Chicago                | USA              | A. Bertram Chandler Frank Kelly Freas Lee Hoffman                                                                           | 4275           |
| 41 | 1983 | ConStellation                         | Baltimore              | USA              | John Brunner David A. Kyle                                                                                                  | 6400           |
| 42 | 1984 | L.A.con II                            | Anaheim, Kalifornia    | USA              | Gordon R. Dickson Dick Eney                                                                                                 | 8365           |
| 43 | 1985 | Aussiecon 2                           | Melbourne              | Australia        | Gene Wolfe Ted White | 1599           |
| 44 | 1986 | ConFederation                         | Atlanta                | USA              | Ray Bradbury Terry Carr | 5811           |
| 45 | 1987 | Conspiracy '87                        | Brighton               | Wielka Brytania  | Doris Lessing Alfred Bester Arkadij i Boris Strugaccy Jim Burns Ray Harryhausen Joyce i Ken Slater David Langford           | 4009 (5425)    |
| 46 | 1988 | Nolacon II                            | Nowy Orlean            | USA              | Donald A. Wollheim Roger Sims                                                                                               | 5300           |
| 47 | 1989 | Noreascon 3                           | Boston                 | USA              | Andre Norton Betty i Ian Ballantine The Stranger Club                                                                       | 6837 (7795)    |
| 48 | 1990 | ConFiction                            | Haga                   | Holandia         | Harry Harrison Wolfgang Jeschke Joe Haldeman Andrew I. Porter                                                               | 3580           |
| 49 | 1991 | Chicon V                              | Chicago                | USA              | Hal Clement Martin H. Greenberg Richard Powers Jon i Joni Stopa                                                             | 5661           |
| 50 | 1992 | MagiCon                               | Orlando, Floryda       | USA              | Jack Vance Vincent Di Fate Walter A. Willis                                                                                 | 5319 (6368)    |
| 51 | 1993 | ConFrancisco                          | San Francisco          | USA              | Larry Niven Alicia Austin Tom Digby Jan Howard Finder Mark Twain (in memoriam)                                              | 6602           |
| 52 | 1994 | ConAdian                              | Winnipeg               | Kanada           | Anne McCaffrey George Barr Robert Runte                                                                                     | 3570 (7725)    |
| 53 | 1995 | Intersection                          | Glasgow                | Wielka Brytania  | Samuel R. Delany Gerry Anderson Les Edwards Vin¢ Clarke                                                                     | 4173 (6524)    |
| 54 | 1996 | L.A.con III                           | Anaheim, Kalifornia    | USA              | James White Roger Corman Elsie Wollheim Takumi i Sachiko Shibano                                                            | 6703           |
| 55 | 1997 | LoneStarCon 2                         | San Antonio, Teksas    | USA              | Algis Budrys Michael Moorcock Don Maitz Roy Tackett                                                                         | 4634 (5614)    |
| 56 | 1998 | BucConeer                             | Baltimore, Maryland    | USA              | C.J. Cherryh Milton A. Rothman Stanley Schmidt Michael Whelan J. Michael Straczynski                                        | 6572           |
| 57 | 1999 | Aussiecon 3                           | Melbourne              | Australia        | Gregory Benford George Turner Bruce Gillespie                                                                               | 1626 (2872)    |
| 58 | 2000 | Chicon 2000                           | Chicago                | USA              | Ben Bova Bob Eggleton Jim Baen Bob & Anne Passovoy                                                                          | 5794 (6574)    |
| 59 | 2001 | Millennium Philcon                    | Filadelfia             | USA              | Greg Bear Stephen Youll Gardner Dozois George H. Scithers                                                                   | 4840 (6269)    |
| 60 | 2002 | ConJosé                               | San Jose, Kalifornia   | USA              | Vernor Vinge David Cherry Bjo & John Trimble Ferdinand Feghoot                                                              | 5162 (5916)    |
| 61 | 2003 | Torcon 3                              | Toronto                | Kanada           | George R.R. Martin Frank Kelly Freas Mike Glyer Robert Bloch                                                                | 3834 (4986)    |
| 62 | 2004 | Noreascon 4                           | Boston                 | USA              | Terry Pratchett William Tenn Jack Speer Peter Weston                                                                        | 5651 (7485)    |
| 63 | 2005 | Interaction                           | Glasgow                | Wielka Brytania  | Greg Pickersgill Christopher Priest Robert Sheckley Lars-Olov Strandberg Jane Yolen                                         | 4115 (5202)    |
| 64 | 2006 | L.A.con IV                            | Anaheim, Kalifornia    | USA              | Connie Willis James Gurney Howard DeVore Frankie Thomas                                                                     | 5738 (6291)    |
| 65 | 2007 | Nippon 2007                           | Jokohama               | Japonia          | Sakyō Komatsu David Brin Takumi Shibano Yoshitaka Amano Michael Whelan                                                      | 3348 (5149)    |
| 66 | 2008 | Denvention 3                          | Denver                 | USA              | Lois McMaster Bujold Tom Whitmore Rick Sternbach                                                                            | 3752           |
| 67 | 2009 | Anticipation                          | Montreal               | Kanada           | Neil Gaiman Elisabeth Vonarburg Taral Wayne David Hartwell Tom Doherty                                                      | 3925 (4499)    |
| 68 | 2010 | Aussiecon IV                          | Melbourne              | Australia        | Kim Stanley Robinson Robin Johnson Shaun Tan                                                                                | 2101 (3462)    |
| 69 | 2011 | Renovation                            | Reno, Nevada           | USA              | Tim Powers Ellen Asher Boris Vallejo Charles N. Brown (in memoriam)                                                         | 4112 (5526)    |
| 70 | 2012 | Chicon 7                              | Chicago                | USA              | Mike Resnick Rowena Morrill Story Musgrave Peggy Rae Sapienza Jane Frank Sy Liebergot John Scalzi                           | 4743 (6197)    |
| 71 | 2013 | LoneStarCon 3                         | San Antonio, Teksas    | USA              | Ellen Datlow James Gunn Willie Siros Norman Spinrad Darrell K. Sweet (in memoriam) Paul Cornell Leslie Fish Joe R. Lansdale | 4311 (6060)    |
| 72 | 2014 | Loncon 3                              | Londyn                 | Wielka Brytania  | Iain M. Banks (in memoriam) John Clute Chris Foss Malcolm Edwards Jeanne Gomoll Robin Hobb Bryan Talbot                     | 7951 (10 833)  |
| 73 | 2015 | Sasquan                               | Spokane, Waszyngton    | USA              | Brad Foster David Gerrold Vonda McIntyre Tom Smith Leslie Turek                                                             | 4,644 (10,350) |
| 74 | 2016 | MidAmeriCon II                        | Kansas City, Missouri  | USA              | Kinuko Y. Craft Patrick Nielsen Hayden Teresa Nielsen Hayden Tamora Pierce Michael Swanwick                                 | 4602 (7338)    |
| 75 | 2017 | Worldcon75                            | Helsinki               | Finlandia        | John-Henri Holmberg Nalo Hopkinson Johanna Sinisalo Claire Wendling Walter Jon Williams                                     |                |
| 76 | 2018 | Worldcon76                            | San Jose               | USA              | Spider Robinson Chelsea Quinn Yarbro Pierre & Sandy Pettinger (fani) Frank Hayes John Picacio                               |                |
| 77 | 2019 | 77th World Science Fiction Convention | Dublin                 | Irlandia         | Jocelyn Bell Burnell Ginjer Buchanan Mary and Bill Burns (fani) Diane Duane Steve Jackson Ian McDonald                      |                |

### Podsumowanie edycji
Z dotychczasowych 77 edycji –  56 odbyło się w Stanach Zjednoczonych (12 w Kalifornii, 7 w Illinois, po 4 w Massachusetts i Pensylwanii, po 3 w Kolorado, Nowym Jorku, Missouri i Ohio, po 2 w Dystrykcie Kolumbii, Florydzie, Luizjanie, Waszyngtonie, Maryland i Teksasie oraz po 1 w Arizonie, Georgii, Michigan, Nevadzie i Oregonie), 7 w Wielkiej Brytanii, 5 w Kanadzie, 4 w Australii i po 1 w Niemczech, Japonii, Finlandii, Holandii i Irlandii.